# Amruta Patil
Amruta Patil est une auteure de bande dessinée, peintre et écrivain indienne née le 19 avril 1979 à Pune.

## Biographie
Née en 1979, Amruta Patil grandit à Goa. Elle obtient un baccalauréat en beaux-arts en 1999 au Goa College of Art avant de passer un master en Beaux-arts à l'Université Tufts (School of the Museum of Fine Arts at Tufts (en)) à Boston en 2004. En 1999-2000, elle devient copywriter pour Enterprise Nexus (Mumbai). Entre 2007 et 2012, elle co-fonde et dirige le trimestriel Mindfields. En 2009, elle reçoit une bourse TED.
Son premier roman graphique, Kari, paraît chez VK Karthika d'HarperCollins India (en) et explore les thèmes de la sexualité, de l'amitié et de l'amour. Cette première œuvre est suivie de  Adi Parva: Churning of the Ocean and Sauptik: Blood and Flowers,. Ses œuvres sont traduites en français et en italien.
En octobre 2019 paraît Aranyaka: Book of the Forest (éd. Wesley), fruit d'une collaboration avec Devdutt Pattanaik (en).
En mars 2017, elle reçoit le prix Nari Shakti Puraskar par le Ministry of Women and Child Development (en) indien.
Elle entre en résidence artistique à la maison des auteurs d'Angoulême en 2009, pour adapter le Mahabharata ; elle y est de nouveau accueillie en 2017.

## Œuvres
- Kari (2008)
- Adi Parva: Churning of the Ocean (2012)
- Sauptik: Blood and Flowers (2016)
- Aranyaka: Book of the Forest (2019)

### En français
- Kari, éditions Au Diable Vauvert, 2008[1].  (ISBN 978-2846261722)
- Parva : L’Éveil de l’Océan, éditions Au Diable Vauvert, 2012[1].  (ISBN 978-2846264303)